# Hesham Yakan
Hesham Yakan (in arabo هشام يكن حسين‎?; 10 agosto 1962) è un ex calciatore egiziano, di ruolo difensore.
Con la Nazionale egiziana ha partecipato ai Mondiali 1990.